# View Royal
View Royal è una località (town) del Canada, situata in Columbia Britannica, nel distretto regionale della Capitale.